# Per la bona gent
Per la bona gent és el cinquè àlbum de la banda d'indie pop Manel, i el seu primer disc amb el segell Ceràmiques Guzmán. Va ser llançat el 4 d'octubre de 2019 i produït per Jake Aron. Es van rodar vídeos musicals per els temes "Per la bona gent" i "Boy Band". La banda va anunciar que faria una gira per donar a conèixer l'àlbum a partir del novembre de 2019. L'àlbum va debutar com a número u del rànquing espanyol.
La banda va destacar que cada cançó estava destinada a ser una "illa petita" i desconnectada de la resta de l'àlbum. A l'àlbum, també van començar a incorporar l'ús de sintetitzadors i un so "més electrònic", així com a utilitzar el mostreig, per exemple, fragments del tema "Alenar" de Maria del Mar Bonet i d'"Aquí tens el meu braç", així com de "Vine a la festa" de Lluís Gavaldà.
Joan S. Luna de Mondosonoro va titllar l'àlbum de "sòlid i notable" i va assenyalar les "iròniques connotacions polítiques" del títol, escrivint que "l'univers líric i musical de Manel torna a llançar estelles en direccions molt diferents" i que han aconseguit trobar un so nou sense "copiar-se". Juan Manuel Freire, va escriure per a El Periódico lloant l'experimentació de la banda, i assenyalant que "hi ha injeccions d'electrònica, inspiracions llatines, molta diversitat de ritme i imaginació en els arranjaments, però Per la bona gent és realment una altra cosa. O dotze coses noves."

## Llista de pistes
| Núm.          | Títol                            | Durada |
| ------------- | -------------------------------- | ------ |
| 1.            | «Canvi de paradigma»             | 3:57   |
| 2.            | «Per la bona gent»               | 3:50   |
| 3.            | «Formigues»                      | 5:13   |
| 4.            | «Aquí tens el meu braç»          | 3:57   |
| 5.            | «L'Adela i el marge»             | 2:04   |
| 6.            | «Els entusiasmats»               | 4:03   |
| 7.            | «Amb un ram de clamídies»        | 4:09   |
| 8.            | «Les restes»                     | 4:10   |
| 9.            | «Tubs de ventilació»             | 2:31   |
| 10.           | «Boy Band»                       | 3:37   |
| 11.           | «Les Estrelles»                  | 5:17   |
| 12.           | «El vell músic» (featuring Sisa) | 2:22   |
| Durada total: | Durada total:                    | 45:10  |